# Viktor Brjuhanov
Viktor Petrovič Brjuhanov (ukrajinsko Віктор Петрович Брюханов, rusko Виктор Петрович Брюханов), sovjetsko-ukrajinski inženir in arhitekt; * 1. december 1935 Taškent, Uzbeška SSR, Sovjetska zveza, † 13. oktober 2021, Kijev, Ukrajina. 
Brjuhanov je bil vodja gradnje jedrske elektrarne v Černobilu in njen direktor od leta 1970 do 1986.

## Biografija

### Zgodnje življenje
Viktor Brjuhanov se je rodil 1. decembra 1935 v mestu Taškent v takratni Sovjetski zvezi. Bil je najstarejši sin od štirih otrok. Njegov oče je delal kot steklar, mama pa kot čistilka. Pozneje je Brjuhanov postal edini izmed sinov z visokošolsko izobrazbo. Diplomiral je na oddelku za energetiko na Taškentski politehniki v elektrotehniki. Po opravljeni diplomi so mu ponudili službo na Akademiji znanosti Uzbekistana. V termoelektrarni Angren je najprej deloval kot dežurni monter odzračevalnika, kasneje pa kot inženir napajalnih črpalk, pomočnik turbinskega inženirja, inženir turbine, višji inženir turbinske delavnice in nadzornik izmene. Leto kasneje postal direktor delavnice. 
Leta 1966 je bil povabljen na delo v termoelektrarno Slavjanska. Začel je kot višji delovodja in se povzpel na mesto vodje delavnice, nazadnje pa namestnika glavnega inženirja. Leta 1970 pa je odstopil in pričel s planiranjem jedrske elektrarne v Ukrajini. Od leta 1966 je bil član Komunistične partije Sovjetske zveze. Med letoma 1970 in 1986 je bil večkrat izvoljen za člana regionalnega okrožnega urada mesta Kijev, Černobil in Pripjat. 
Svojo ženo Valentino je spoznal v elektrarni Angren, ki je bila takrat asistentka turbinskega inženirja, Viktor pa svež pripravnik z višje šole v Taškentu. Poročila sta se leta 1960.

### Gradnja Černobilske elektrarne
V poznih šestdesetih in zgodnjih sedemdesetih letih je ministrstvo za energetiko ponudilo Brjuhanovu novo nalogo - zgraditi atomsko elektrarno, sestavljeno iz štirih reaktorjev RBMK, na bregovih reke Pripjat v Ukrajini. Sprva je Brjuhanov predlagal gradnjo reaktorjev pod pritiskom (PWA), vendar je bila ta odločitev zavrnjena, ko je naletela na nasprotovanje o varnostnih in ekonomskih razlogih, ki podpirajo gradnjo reaktorjev RBMK. S skoraj 400 milijoni rubljev je bil Brjuhanov odgovoren za izgradnjo reaktorjev. Za potrebe konstrukcije je organiziral začasno vas, imenovano »Lesnoy«, v kateri je dal zgraditi šolsko hišo. Leta 1970 so se mu v Lesnoyu pridružili še njegova žena ter šestletna hči in dojenček. Do leta 1972 so se skupaj preselili v novo mesto Pripjat.
Med gradnjo so bili zamujeni roki zaradi tesnih urnikov ter pomanjkanja gradbene opreme in materialov. Tri leta po prevzemu funkcije direktorja elektrarna še vedno ni bila zgrajena. Brjuhanov je ponudil odstop, vendar mu je to nadzornik ministrstva za energetiko julija 1972 preprečil. 1. avgusta 1977, dve leti pozneje od načrtovanega roka in več kot sedem let po začetku načrtovanja in gradnji elektrarne, je prvi reaktor Černobilske elektrarne začel delovati. 26. septembra istega leta je ob 20. uri zvečer po linijah stekla prva ukrajinska jedrska elektrika z močjo 110 in 330 kilovoltov.
Brjuhanov ni priznal in ni upošteval radioaktivnega puščanja, ki se je zgodilo septembra 1982. Ta se je dvigala skozi prezračevalne cevi med reaktorjema 1 in 2, kar je nakazovalo na poškodovane cevi. Radioaktivni delci so se razširili štirinajst kilometrov od elektrarne in dosegli Pripjat. Brjuhanov je tudi preložil dolgotrajen varnostni preskus četrtega reaktorja. Prve varnostne teste si je prvič zamislil decembra 1983. Do leta 1984 so bili vsi reaktorji Černobilske elektrarne (uradno znane kot Nuklearna elektrarna Vladimirja I. Lenina) normalno urejeni in so obratovali. 

### Černobilska nesreča
26. aprila 1986 ponoči je vodja kemijskega oddelka poklical Brjuhanova, da bi mu sporočil o nesreči v elektrarni. Brjuhanov je poskusil stopiti v stik z nadzornikom izmene, vendar v porušenem bloku reaktorja 4 ni bilo odgovora. Vsem vodjem in lokalnim politikom je naročil, naj se sestanejo v podzemnem bunkerju na sedežu civilne obrambe. Med sedenjem na avtobusu, ki je šel mimo porušenega reaktorja 4, je ugotovil, da je zgornja struktura oz. strop bloka reaktorja 4 v celoti porušena. 
Eksplozija je uničila 1000-tonski pokrov reaktorja. Ker niso imeli dozimetrov velikega dometa, so pristojni s težavo ugotavljali, če je prišlo do sevanja ali ne, in koliko sevanja je bilo sproščeno. Brjuhanov, ki sta mu pomagala namestnik glavnega inženirja Anatolij Djatlov in glavni inženir Nikolaj Fomin, je naročil operaterjem, naj v porušen del reaktorja, kjer je gorel velik požar, dovajajo čim več hladne vode.
Na podlagi napačnih podatkov Djatlova je Brjuhanov še naprej zanikal, da je jedro reaktorja razneslo. Ob 3.00 zjutraj 26. aprila je Brjuhanov stopil v stik z Vladimirjem V. Marinom, uradnikom sovjetske komunistične partije, da bi poročal o nesreči. Uradnikom je zagotovil, da so razmere pod nadzorom.

### Poznejše življenje
Med Brjuhanovim tedenskim dopustom 22. maja 1986, so se sovjetski partijski funkcionarji dogovorili, da ga bodo trajno odstranili z mesta direktorja elektrarne. V okviru zakonsko določenih postopkov odkrivanja so mu preiskovalci prinesli materiale, ki so jih odkrili med preiskavami in so bili uporabljeni v sodnem procesu proti njemu. Brjuhanov je našel tudi pismo enega od strokovnjakov inštituta Kurčatov, ki je razkrilo nevarne napake v zasnovi reaktorja, ki so ostale neopažene 16 let pred njim in njegovim osebjem.
3. julija 1986 je Politbiro Centralnega komiteja ZSSR zaradi napak pri vodenju elektrarne, ki so privedle do černobilske katastrofe, Brjuhanova izključil iz Centralnega komiteja.
Avgusta 1986 so Brjuhanova aretirali. 20. januarja 1987 je, po šestih tednih izolacije, tožilstvo na vrhovnem sodišču ZSSR pričelo sojenje proti Brjuhanovu in njegovima pribočnikoma, Fominu in Djatlovu. Vseh 48 poročil in dokaznih gradiv, poslanih v Moskvo, je bilo tajnih.
Viktorja Brjuhanova so julija 1987 spoznali za krivega zaradi hude kršitve varnostnih predpisov in ustvarjanja pogojev, ki so privedli do eksplozije. Poročila so tudi omenjala, da v kritičnih trenutkih nesreče ni zagotovil pravilnega vodenja ter je pokazal neodgovornost in nezmožnost organiziranja. Brjuhanov je bil obsojen na 10 let težke zaporne kazni in petletno kazen zaradi zlorabe moči, ki je tekla hkrati. Sprejel je poklicno odgovornost, kazensko odgovornost pa je zanikal. 
11. septembra 1991 je bil Brjuhanov zaradi dobrega vedenja predčasno izpuščen iz zapora. Po izpustitvi iz zapora je še naprej delal v jedrski elektrarni v Černobilu kot vodja tehničnega oddelka, do leta 2000, ko je bila elektrarna trajno zaustavljena in zaprta. Po zaprtju elektrarne se je Brjuhanov zaposlil v drugem energetskem podjetju. 
Od leta 1992 je Brjuhanov živel s svojo ženo v okrožju Desnjanski v Kijevu. Delal je kot uslužbenec ukrajinske državne energetske družbe Ukrinterenergo, zadolžene za likvidacijo posledic černobilske nesreče. Leta 2006 je Brjuhanov v intervjuju, po več letih molka, priznal, da je kriv za nesrečo. 
Decembra 2015, kmalu po svojem 80. rojstnem dnevu, se je Brjuhanov upokojil zaradi slabega vida in težav z sluhom.

### Smrt
Še pred upokojitvijo je Brjuhanov doživel dve možganski kapi. Tretjo možgansko kap je utrpel leta 2016. Bil je velik kadilec, imel pa je tudi hudo obliko Parkinsonove bolezni. Viktor Brjuhanov je umrl 13. oktobra 2021 v Kijevu, v starosti 85 let. Vzrok njegove smrti ni bil razkrit. Pokopan je bil na pokopališču v Kijevu. 

## Družina
- Žena: Valentina, inženirka elektrotehnike, v letih 1975–1990 - višja inženirka proizvodnega oddelka v Černobilu, zdaj upokojenka.
- Sin: Oleg (rojen leta 1969), mehanični avtomatski upravljavec sistema CHP-5 iz Kijeva
- Hči - Lily (rojena leta 1961), pediatrinja, prebivalka Hersona

## V popularni kulturi
Viktor Brjuhanov je nastopil v dokumentarnem filmu Radiofobija. V HBO miniseriji Černobil iz leta 2019 ga je upodobil Con O'Neill.